# Eugene Aksenoff
Eugene Nikolaevich Aksenoff (in russo: Евгений Николаевич Аксёнов, in giapponese: エフゲニー・ニコラエヴィチ・アクショーノフ) (Harbin, 5 marzo 1924 – Tokyo, 5 agosto 2014) è stato un medico giapponese di origine russa.
Ha esercitato per oltre 60 anni la professione a Tokyo. Particolarmente intensa la sua attività di filantropo.
Ha gestito dal 1953 l'International Clinic (in Giapponese: インターナショナル・クリニック) a Tokyo, nella zona in cui si trova la maggior parte delle ambasciate. Nel corso della sua carriera ha avuto molti pazienti importanti (fra i quali ricordiamo John Wayne, Michael Jackson, Jacques Chirac, Brad Pitt e Madonna) ma si è reso protagonista anche di numerose azioni filantropiche nei confronti dei meno abbienti e degli immigrati clandestini.

## Biografia
Nato a Harbin (Manciuria) dal principe Aksenoff, ricchissimo nobile russo fuggito in seguito alla rivoluzione d'ottobre, e da una nobildonna di origine tedesca, crebbe frequentando un ambiente multietnico e multiculturale. Mentre dai genitori apprese il russo e il tedesco, dai domestici imparò il cinese mandarino e, in seguito, frequentò un istituto gestito dai gesuiti dove la lingua d'insegnamento era il francese. Fin dall'infanzia coltivò il desiderio di diventare medico ("Da bambino entravo nell'ambulatorio del nostro medico di famiglia e mi sentivo attratto dalle bende, dal forte odore del disinfettante e dal camice bianco, ma soprattutto dalla possibilità di aiutare i più deboli"), ma anziché studiare in Francia come aveva progettato dovette rivedere i suoi programmi in seguito all'invasione Giapponese della Manciuria, divenuta lo stato fantoccio del Manciukuò. In seguito a tale invasione la lingua ufficiale divenne il giapponese, che il giovanissimo Aksenoff non tardò a padroneggiare.

### Arrivo in Giappone
Poiché il padre gestiva un allevamento di cavalli pregiati, il nobile Yoshitaka Tsugaru (imparentato con la famiglia dell'Imperatore del Giappone) alla ricerca di purosangue da acquistare visitò la tenuta degli Aksenoff e, conosciuto il giovane Eugene, si propose di patrocinarne gli studi all'Università di Waseda di Tokyo. Qui Eugene perfezionò la sua conoscenza della lingua giapponese durante il 1943 e poté quindi, nell'anno successivo, iscriversi alla facoltà di medicina dell'università Jikei (東京慈恵会医科大学 Tōkyō jikei kai ika daigaku). Per mantenersi agli studi fece la comparsa cinematografica (alcuni suoi film, tutti inediti in Italia: "The man from Chongqing", "Tiger of Malay", "Harimau" e "Black ships story").

### Carriera
Laureatosi nel 1948, nel 1951 superò l'esame di abilitazione all'esercizio della professione medica e cominciò a lavorare. Si specializzò in chirurgia addominale, ma la sua fortuna fu l'essere poliglotta. Essendo infatti uno dei pochi medici nel Giappone del secondo dopoguerra a parlare fluentemente l'inglese, ebbe subito una vasta schiera di pazienti fra i soldati statunitensi e i loro alleati.
Nel 1953 aprì l'International Clinic nel quartiere Roppongi, tre anni più tardi la trasferì ad Azabudai presso una casa lasciatagli in eredità da un altro nobile di origine russa (la clinica è rimasta operativa in questa sede fino al 2014, anno della sua morte).
In breve tempo divenne molto apprezzato anche dal personale diplomatico straniero operante a Tokyo, arrivando così ad accumulare un notevole patrimonio personale.
Questo gli permise di fare molta beneficenza: egli infatti non si faceva pagare dai pazienti in condizioni economiche disagiate (molto comuni nel secondo dopoguerra in Giappone). Molte volte visitò pazienti emigrati clandestinamente in Giappone senza avvertire le autorità, spesso dava loro dei soldi per poter tornare al loro paese.

### Accuse di spionaggio
Nel 1979, durante un viaggio a Leningrado (l'odierna San Pietroburgo), fu arrestato dal KGB con l'accusa di essere una spia degli Stati Uniti, ma venne rilasciato il giorno stesso.
Nel 1980 invece venne arrestato in Giappone con l'accusa di essere una spia sovietica, ma anche in quel caso venne rilasciato quasi subito.

### Famiglia e vita privata
Sposato con una giapponese, aveva un figlio e numerosi nipoti. Durante gli anni dell'università praticò judo e kendō.

## Riconoscimenti
Nel 1998 ricevette lo Yoshikawa Eiji Culture Award (吉川英治文化賞), nel 2011 l'Ordine dell'amicizia. È stato anche designato come medico dell'Organizzazione mondiale della sanità.